# Dombóvár
Dombóvár je mesto na Madžarskem, ki upravno spada pod podregijo Dombóvári Županije Tolna.